# Престолонаступництво
Престолонасту́пництво — порядок спадкоємства верховної влади в монархіях.

## Типи
Розрізняють 3 види спадкоємства:
- За обранням
- За призначенням попередника
- За законом

Система виборчої монархії діяла в Священній Римській імперії, Великому князівстві Київському, Польщі, Великому князівстві Литовському, Руському (Українському) і Жемайтійському, Речі Посполитій, Угорщині.
Призначення собі наступника практикувалося римськими та візантійськими імператорами; згідно з виданим Петром I Указу про престолонаступництво від 1722 року російський імператор сам призначав собі спадкоємця, бувши формально нічим не обмежений у своєму виборі (цей порядок був скасований 1797 Павлом I).
Нині монарха обирають (з князів штатів) у Малайзії й (із членів королівського дому) у Камбоджі; виборною монархією на чолі з Папою Римським є також Ватикан.
Спадкова монархія — найпоширеніша форма, причому є три порядки спадкування:
- Сеньйоратний, коли успадковує найстаріший у роду (Османська імперія, у сучасному світі — Саудівська Аравія)
- Майоратний (у вузькому сенсі слова), коли успадковує син монарха, найстарший на момент його смерті.
- За правом первородства (прімогенітури) з переходом у порядку ліній і правом заступництва: престол переходить спочатку до низхідного потомства в одній лінії (успадковує старший син, а якщо він помер раніше батька, то його старший син), а після припинення допустимих спадкоємцем престолу в старшій лінії до наступної за старшинством лінії.

Залежно від прав жінок на престолонаступництво розрізняють такі типи прімогенітури:
- салічну систему: жінки цілком виключаються від права спадкування. У минулому такі правила діяли у Франції, Бельгії, Швеції, Італії, Данії, Пруссії. Протягом XX століття цей принцип був скасований в усіх європейських країнах, де зберігається монархія, і нині діє лише в Японії. Див. докладніше статтю Салічний закон.
- австрійську або «напівсалічну»: жінки допускаються до спадкоємства лише по припиненню усіх нащадків чоловічої статі даної династії (Австрія, Російська імперія, Греція, Баварія);
- кастильську (англійську): жінки усуваються від спадкування лише в межах однієї лінії, наприклад, молодший брат усуває старшу сестру, але дочка старшого брата виключає дядька (Велика Британія (до 2011), Іспанія, Монако, раніше також Португалія).
- шведську (рівну прімогенітуру), тобто спадкоємцем є старша дитина монарха незалежно від статі (тобто взагалі скасовано перевагу чоловічої статі перед жіночою). Це найновіший тип престолонаступництва, уперше введений у Швеції 1980 року й відтоді прийнятий також у Норвегії, Бельгії, Нідерландах, Данії та Великій Британії.

## Російська імперія

### Акт 5 квітня
У Російській імперії була прийнята прімогенітура за австрійською (напівсалічною) системою згідно з актом від 5 квітня 1797. Порядок престолонаступництва визначався в цьому акті в описовій формі, причому імператор Павло I писав тільки про себе і своїх дітей: престол після його смерті перейде до його старшого сина й усього його чоловічого потомства за порядком первородства, потім у рід його другого сина тощо. По припиненні всього чоловічого потомства синів Павла престолонаступництво перейде в жіноче покоління до найближчої родички останньоцарствуючого і потім іншим жіночим особам, завжди переходячи від найближчих до останньоцарствуючого до далі віддалених. Цей порядок іменувався в акті «порядком заступництва».